# Young Leosia
Young Leosia, pseudonimo di Sara Leokadia Sudoł (Stettino, 13 agosto 1998), è una cantante e rapper polacca.

## Biografia
Young Leosia è salita alla ribalta dopo aver collaborato con Żabson nella hit Jungle Girl, certificata diamante dalla Związek Producentów Audio-Video per aver superato le 250 000 unità vendute. Anche Szklanki ha riscosso notevole successo, finendo per ricevere la certificazione di quadruplo platino dalla ZPAV. Entrambi i brani sono stati inclusi nell'EP d'esordio Hulanki (2021), che ha esordito direttamente in vetta alla OLiS e che ha venduto oltre 60 000 unità equivalenti. Il progetto include anche le tracce Pościg (oro), Baila ella (doppio platino), Wyspy (oro) e Stonerki (platino). Inoltre, la pubblicazione le ha fatto guadagnare due nomination ai premi Fryderyk, una per l'artista femminile dell'anno e l'altra per il debutto discografico dell'anno. Si è anche contesa l'MTV Europe Music Award al miglior artista polacco del 2022.
BFF, un duetto con Bambi candidato per il Popkillery al singolo dell'anno, ha trascorso svariate settimane al numero uno nella hit parade della ZPAV, oltre a ottenere un disco di diamante per le 250 000 unità di vendita. La hit ha anticipato l'uscita dell'EP collaborativo PGS, triplo disco di platino e classificatosi 2º.
Atmosfera, il suo album in studio d'esordio, è stato presentato il 24 ottobre 2024 ed è divenuto il suo terzo progetto a entrare il podio della classifica LP nazionale. Lo stesso, certificato platino per le 30 000 unità equivalenti, è stato anticipato dagli estratti Cringowy Lovesong (platino), Sobota wieczór (triplo platino) e Noc Aniołów (platino).

## Discografia

### Album in studio
- 2024 – Atmosfera

### EP
- 2021 – Hulanki
- 2024 – PGS (con Bambi)

### Singoli
- 2020 – Wyspy
- 2020 – Zakochałam się, ale zryłeś (con B24)
- 2020 – Ulala (con Żabson e Beteo feat. Borucci)
- 2021 – Szklanki
- 2021 – Jungle Girl (con Żabson)
- 2022 – Piątek wieczór (con Jacuś)
- 2022 – Boję się kochać (con Smolasty)
- 2022 – Rok tygrysa
- 2022 – Crowd
- 2023 – Shoot (con Meggie e Newlights)
- 2023 – Jeden dzień
- 2023 – Kici meow (con ReTo e Linch)
- 2023 – Nie wiem o co chodzi (con Propz)
- 2023 – BFF (con Bambi feat. @atutowy)
- 2023 – Lepszy model ale to UK Garage (con Młody Klakson, Mr. Polska e Kasia Klich)
- 2023 – Cringowy Lovesong (con PSR)
- 2024 – Mroczna komnata (con Kubi Producent e Zeamsone)
- 2024 – Lecę bo chcę (con Deemz, Bambi, Kizo e Waima)
- 2024 – Sobota wieczór (con Jacuś)
- 2024 – Noc Aniołów (con Jonatan)
- 2024 – Nie gadam z nikim dzisiaj (con Duszyn)
- 2024 – Złoty piasek/Delay (con Jonatan e 4Money)
- 2024 – Dobra robota (con Janusz Walczuk e Waima feat. Bambi, Francis, Deemz, Mjonszu & Phatrax)
- 2025 – Różowe diamenty (con Deemz)
- 2025 – Fakelove (con Beteo)

## Tournée
- 2025 – Atmosfera tour